# Darielys Sentelle
Darielys Sentelle (* 24. August 2000) ist eine kubanische Hürdenläuferin, die sich auf die 400-Meter-Distanz spezialisiert hat.

## Sportliche Laufbahn
Erste internationale Erfahrungen sammelte Darielys Sentelle im Jahr 2021, als sie bei den erstmals ausgetragenen Panamerikanischen Juniorenspielen in Cali in 58,07 s den vierten Platz über 400 m Hürden belegte. 2023 gelangte sie bei den Zentralamerika- und Karibikspielen in San Salvador mit 59,01 s auf den achten Platz.
2022 wurde Sentelle kubanische Meisterin im 400-Meter-Hürdenlauf.

## Persönliche Bestleistungen
- 400 Meter: 56,35 s,10. Februar 2023 in Havanna
- 400 m Hürden: 57,71 s, 27. Mai 2022 in Havanna